# Pedro Fernández de Castro y Andrade
Pedro Fernández de Castro y Andrade de Portugal y de Zuñiga (Monforte de Lemos, ±1576 - Madrid, 1622) fou un noble gallec que ostentà els títols de VII Comte de Lemos, IV Marquès de Sarria, V Comte de Vilalba, III d'Andrade i Gran d'Espanya de primera classe.
El rei Felip III d'Espanya el va nomenar president del Consell d'Índies el 1587. El 1608 va ser nomenat Virrei de Nàpols i posteriorment fou president del Consell d'Itàlia.
Lope de Vega va ser el seu secretari. Fou mecenes de grans escriptors de l'època com Miguel de Cervantes, que li va dedicar entre altres obres la segona part del Quixot, Luis de Góngora o Francisco de Quevedo. A més, el seu gran interès per la literatura també el va portar a escriure diverses cartes i poemes.